# Longtan huxue
Longtan huxue (龙潭虎穴S, Lóngtán hǔxuéP, lett. "Il covo del drago e la tana della tigre") è un film del 1941 diretto da Zhu Shilin.
La trama racconta le vicende di alcune vergini selezionate per essere sacrificate a supposte divinità che sembrano albergare tra le montagne di uno sperduto villaggio. Nel film appare anche una giovanissima Wang Danfeng alla sua prima esperienza recitativa.